# Spas-Demenskij rajon
Il Spas-Demenskij rajon (in russo Спас-Деменский район?) è un rajon dell'Oblast' di Kaluga, nella Russia europea; il capoluogo è Spas-Demensk. Istituito nel 1929, ricopre una superficie di 1.552 chilometri quadrati.